# Martín Ruipérez Sánchez
Martín Ruipérez Sánchez (* 1923 in  Peñaranda de Bracamonte; † 2. Juli 2015 in Madrid) war ein spanischer Gräzist und Sprachwissenschaftler.

## Leben
Martín Ruipérez Sánchez war Lehrstuhlinhaber für griechische Philologie an der Universität Salamanca (seit 1972) und an der Universität Complutense (bis 1988), vormaliger Präsident der Sociedad Española de Estudios Clásicos und des Patronato de la Fundación Pastor. Er war Herausgeber der Zeitschrift Minos. Revista de filología egea von 1956 bis 1980 und seit 1956 Mitglied des Comité International Permanent des Études Mycéniennes.

## Forschungsschwerpunkte
Ruipérez Sánchez arbeitete zur altgriechischen Sprachwissenschaft, insbesondere zur Syntax und Semantik, zum homerischen und zum mykenischen Griechisch. Mit dem spanischen Gräzisten und Mykenologen José Luis Melena Jiménez hat er eine Einführung in das mykenische Griechisch und die mykenische Kultur veröffentlicht.

## Schriften (Auswahl)
- mit José Luis Melena Jiménez: Los griegos micenicos. Hermanos García Noblejas, Madrid 1990, (online).